# Margit Schumann

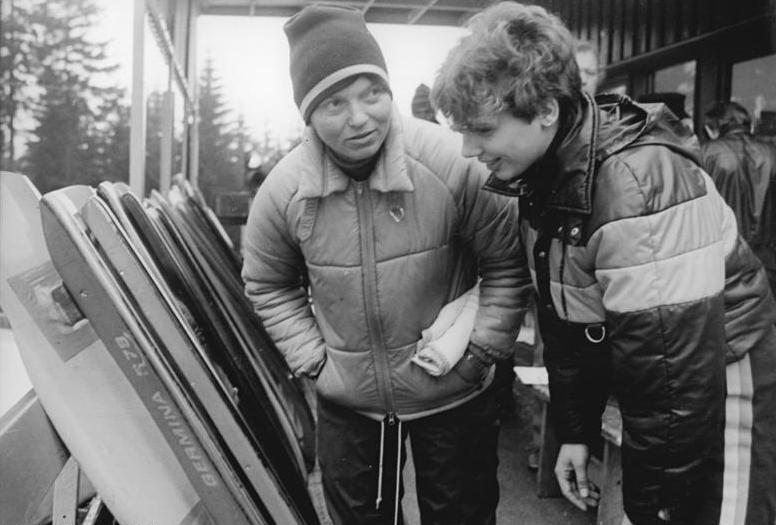
Margit Schumann (links) als Trainerin, 1984

Margit Schumann (* 14. September 1952 in Waltershausen; † 11. April 2017 in Oberhof) war eine deutsche Rennrodlerin.
Margit Schumann begann 1966 auf der Spießbergbahn in Friedrichroda mit dem Rennrodeln. Nach fünf Jahren Training gelang ihr 1971 der Sprung in die Junioren-Nationalmannschaft der DDR, in der sie unerwartet den Titel einer Europameisterin holte. Bei Olympia 1972 in Sapporo errang sie im Einzelrodel der Damen die Bronzemedaille hinter den Teamkolleginnen Anna-Maria Müller und Ute Rührold. Im Winter 1972/73 gelang ihr mit dem Gewinn des DDR-Meistertitels sowie des Europa- und Weltmeistertitels erstmals ein Dreifacherfolg, den sie 1974 und 1975 wiederholte. Bei den Olympischen Winterspielen 1976 in Innsbruck gewann Margit Schumann die Goldmedaille. 1977 holte Margit Schumann ihren vierten Weltmeistertitel. Mit einem sechsten Platz bei den Olympischen Winterspielen 1980 in Lake Placid beendete sie ihre Karriere und widmete sich danach ihrem Sportstudium an der DHfK Leipzig, um als Rodelspezialistin in den Trainerberuf einzusteigen. Sie begann in Oberhof als Nachwuchstrainerin, bevor sie die DDR-Auswahl übernahm. Zuletzt arbeitete Margit Schumann im Dienstrang eines Majors der NVA. Die Bundeswehr übernahm sie als Personalsachbearbeiterin bei der Sportfördergruppe Oberhof. Später setzte die Bundeswehr sie im Kreiswehrersatzamt Zella-Mehlis im Range eines Hauptmannes im psychologischen Dienst ein. Ab 2008 war sie freigestellt.
Schumann wurde 1974 und 1976 mit dem Vaterländischen Verdienstorden in Silber und 1980 in Gold ausgezeichnet. 2004 wurde sie in die FIL Hall of Fame aufgenommen. 
Ab 2005 war Margit Schumann mit Harro Esmarch (1930–2014), dem langjährigen Pressechef des Internationalen Rennrodelverbands (FIL), verheiratet. Die standesamtliche Trauung nahm Josef Fendt in seiner damaligen Eigenschaft als Geschäftsleiter der Marktgemeinde Berchtesgaden vor.